# 何一舉
何一舉（1507年—？年），字德卿，四川成都府成都縣人，民籍。

## 生平
七月初一日生，行一，治《詩經》，由國子生中式四川鄉試第一名舉人，年三十八歲中式嘉靖二十三年甲辰科會試第七十五名，第二甲第八十六名進士。

## 家族
曾祖何彥昭；祖何謙；父何佐；母王氏。具慶下。